# Tom Holland (regisseur)
Tom Holland (Poughkeepsie, 11 juli 1943) is een Amerikaans filmregisseur. Hij houdt zich voornamelijk bezig met horrorproducties. Holland is de vader van acteur Josh Holland en oom van zanger Dexter Holland (The Offspring).
Holland speelde in de jaren 60 als acteur kleine rolletjes in verschillende series, maar brak in die hoedanigheid nooit echt door. Daarom probeerde hij het vanaf 1978 als scriptschrijver, met de horrorfilm The Initiation of Sarah als eerste werk (er verscheen tevens een remake van de film in 2006). Horror lag Holland dermate goed, dat hij er op voortborduurde met The Beast Within (1982), Psycho II (1983) en Scream for Help (1984).
Hij schreef in 1985 de vampierenfilm Fright Night en besloot daarmee te debuteren als filmregisseur. Drie jaar later volgde hij die op met de eveneens (mede) zelfgeschreven film Child's Play, wat Holland zijn tot op heden grootste commerciële succes opleverde. Hoofdpersonage Chucky werd een horroricoon. Hij schreef tevens het script voor een eveneens in 1988 uitgekomen vervolg op zijn debuut, Fright Night Part 2, maar liet de regie hiervoor over aan Tommy Lee Wallace.

## Werk
Films als regisseur:
- Masters of Horror: We All Scream for Ice Cream (2007)
- Thinner (1996)
- The Langoliers (1995, miniserie)
- The Temp (1993)
- Two-Fisted Tales (1991, segment King of the Road)
- The Stranger Within (1990)
- Child's Play (1988)
- Fatal Beauty (1987)
- Fright Night (1985)

- Biblioteca Nacional de España: XX1082152
- Bibliothèque nationale de France: cb14037513r (data)
- Catàleg d'autoritats de noms i títols de Catalunya: 981058517721706706
- Gemeinsame Normdatei: 141017430
- International Standard Name Identifier: 0000 0001 0865 3805
- Library of Congress Control Number: n88641618
- Nationale Bibliotheek van Tsjechië: xx0189154
- Nederlandse Thesaurus van Auteursnamen: 340477113
- SNAC: w6z46g1d
- Système universitaire de documentation: 070731160
- Virtual International Authority File: 5132532
- WorldCat: E39PBJvXg3krRGPCcqF7kfYByd